# 香川県立高松北中学校・高等学校
香川県立高松北中学校・高等学校（かがわけんりつ たかまつきたちゅうがっこう・こうとうがっこう）は、香川県高松市牟礼町牟礼にある公立中学校・高等学校。併設型中高一貫教育を行っている。
通称は「北高」（きたこう）・「北中」（きたちゅう）であるが、北中については市内に高松市立木太（きた）中学校があるため、混同を避けるため、「高松北中」と呼ぶ事もある。

## 概略
学校は高松市内の北東部、五剣山（八栗山）と源氏ヶ峰の南麓にある。1983年に高松北高校として創立。学校名に高松とついているが、2006年に旧牟礼町が高松市に吸収合併され、高松市の一部となるまでは高松市内にある学校ではなかった。2001年には香川県初の県立中学校である高松北中学校が併設され、中高一貫校に移行した。地元では同校の生徒を「北高生」と呼ぶことが多い。
北高生の信条として、
1. 人に迷惑をかけない。
2. 人を侮辱しない。
3. 困難から逃げない。

以上の3つが掲げられている。

## 沿革
- 1983年（昭和58年） - 香川県立高松北高等学校を設置。
- 2001年（平成13年） - 香川県立高松北中学校を併設し、中高一貫教育を導入。
- 2012年（平成24年） - 創立30周年

## 設置課程
1年次から選抜クラスのみコースが分かれており、他コースは1年次に共通科目を学び2年次から希望によりコースに分かれる。
- 飛翔コース

理系・選抜クラス
第一期生は2016年卒
- グローバルコース

文系・選抜クラス
- サイエンスコース

理系コース
- カルチャーコース

文系コース
- スポーツコース

体育コース

## 年間行事
| - 4月 - 1学期始業式・離任式（高校） - 入学式（中高合同） - 新任式・対面式 - 4月テスト - セミナー合宿（高1生） - 5月 - 遠足 - 体育祭（中高合同） - 公開授業 - 中間考査（高校）・中間テスト（中学） - セミナー合宿（中学） - 屋島宿泊学習（中2生） - 総体壮行会（高校） - 生徒総会 - 6月 - 期末考査（高校）・期末テスト（中学） - 壮行会（中学） - 7月 - 高校野球壮行会 - 高校野球応援 - クラスマッチ - 海外語学研修（グローバルコース2年） - 1学期終業式 | - 9月 - 2学期始業式 - 北稜祭（学園祭、学園祭の節を参照） - 公開授業 - 観月健脚大会（高1生） - 10月 - 中間考査（高校）・中間テスト（中学） - 職場体験（中2生） - 11月 - 創立記念日 - 期末考査（高校）・期末テスト（中学） - 12月 - 修学旅行（中3生）行先は沖縄が多い。 - 2学期終業式 - 1月 - 3学期始業式 - 校内実力テスト（高校） - 修学旅行（高2生）行先は近年、北海道が多い。 - 3年学年末考査（高校） - 2月 - 3年家庭学習（高校） - 1・2年学年末考査（高校）・学年末テスト（中学） - 3月 - 卒業式（中高別日程） - 3学期終業式・離任式（中学） |

## 学園祭
秋に北稜祭（中高合同の文化祭）が開かれる。バザー、バンドの演奏、漫才、DJブースなどがある。応援部の一発ギャグ大会は名物となっている。3年生はクラス単位でバザー（飲食関係）を担当している。過去には学校生活に関連した議題を生徒と教師で議論する、生徒会主催のパネルディスカッションがあった（過去の議題は「定期テストの時期と回数について」など、2008年度からは廃止）。

## 部活動

### 中学校
運動部
- 軟式野球
- 陸上
- サッカー
- テニス
- バスケットボール（女子）
- バレーボール（女子）
- 剣道
- フェンシング
- ラグビー
- レスリング
- 水泳
- 体操

文化部
- 吹奏楽
- 合唱
- 美術
- 放送
- 書道
- 邦楽
- コンピュータ

### 高等学校
運動部
- 野球
- バスケットボール
- テニス
- バドミントン
- レスリング
- 陸上競技
- 水泳
- 剣道
- 体操
- 卓球

- ラグビー
  - 全国高等学校ラグビーフットボール大会出場15回
- サッカー
  - 全国高等学校サッカー選手権大会出場4回
- バレーボール
  - 全国高等学校バレーボール選抜優勝大会女子出場9回（ベスト4／2002年）
- フェンシング
  - 全国高校選抜フェンシング大会女子（準優勝／2008年）

文化部
- 吹奏楽
- 合唱
- マンガ研究
- 美術
- 放送
- コンピュータ
- 図書文芸
- 邦楽（琴）
- 新聞
- 理学
- 写真
- ESS
- 茶華道
- 書道
- 応援
- 家政

## 交通・アクセス方法
- 高松琴平電気鉄道（志度線）六万寺駅および八栗新道駅
- JR四国（高徳線）八栗口駅および讃岐牟礼駅

## 出身者
- 太田浩介（俳優、オフィス北野所属）
- 横手直子（バレーボール選手、元日立佐和）
- 遠藤りつこ（バレーボール選手）
- 千野葉子（バレーボール選手）
- 筒井視穂子（バレーボール選手）
- 中村真美（バレーボール選手、元NEC）
- 野口遼太（サッカー選手）
- 塹江敦哉（プロ野球選手、広島東洋カープ投手）
- 片岡将（ラグビー選手）
- 宇山賢（フェンシング選手）
- 田尾佳祐（サッカー選手･カマタマーレ讃岐）
- 日下尚（レスリング選手）